# 香港本土
香港本土（英語：Hong Kong First）是一個香港泛民主派的組織，成立於2013年1月31日。由時為立法會議員的毛孟靜及范國威創立，主張捍衛香港基本法訂明的一國兩制、港人治港及高度自治，強調務實本土的自治派路線，認同香港人應珍惜原來的生活方式、應有自決權，但不支持香港獨立以及用武力方式應對中港矛盾，因此與大部分本土派組織有明顯區別。

## 歷史
香港本土於2013年1月31日成立，毛孟靜（當時毛仍為公民黨成員）於記者會上指，她和范國威兩人在參選立法會議員時，政綱上均提到拒絕「大陸化」，相似的理念促成香港本土。毛孟靜強調，香港本土所有成員是以個人名義參加，兩人已分別向所屬政黨交代，希望活動能引起政府及其他香港市民關注問題。
被問及會否因這個組織而考慮將二人所屬的政黨合併，毛孟靜說：「政治的事情，never say never（永不說不）。」范國威補充指，從沒有考慮兩黨會否合併。

## 港人優先
香港本土於2013年1月31日提出《港人優先運動路線圖》，推動港人優先：
1. 收回單程證審批權：要求特區政府行使單程證審批權，調整移民政策，重掌香港入境政策主導權
2. 公共福利審批：住滿七年的新移民才可以申領綜援
3. 取消一簽多行：為自由行的內地旅客設限，減低內地人來港對本地居民帶來影響
4. 取消父母皆非香港永久居民在本港所生嬰兒的居港權：控制人口增長，舒緩香港住房壓力

## 議員

### 立法會議員
| 界別     | 選區     | 姓名     | 2012-2016 | 2016-2021 | 備註 |
| -------- | -------- | -------- | --------- | --------- | --- |
| 地方選區 | 九龍西   | 毛孟靜   |           | →         | 前公民黨成員；因抗議民主派四人被褫奪議員資格而與其餘15名泛民主派立法會議員宣佈集體總辭，並將於11月12日遞交辭職申請，其中許智峯及毛孟靜的辭職分別即時及翌日生效。 |
| 地方選區 | 新界東   | 范國威   |           | →         | 同為前新民主同盟成員，於2018年3月11日經補選而當選，但2019年12月17日因補選程序問題而被法庭裁定當選無效。                                                          |
| 所得議席 | 所得議席 | 所得議席 | 2         | 2 → 1 → 0 | |

### 區議員
| 區議會   | 代號     | 選區     | 姓名     | 2012-2015 | 2016-2019 | 2020-2023 | 備註                                                      |
| -------- | -------- | -------- | -------- | --------- | --------- | --------- | --------------------------------------------------------- |
| 西貢區   | Q21      | 運亨     | 范國威   |           |           | →         | 同為前新民主同盟成員；於2021年3月16日正式辭任區議員一職。 |
| 所得議席 | 所得議席 | 所得議席 | 所得議席 | 1         | 1         | 1 → 0     |                                                           |

## 事件

### 發起「抗赤化活動」
2013年8月底，香港本土宣佈與環保觸覺主席譚凱邦、保衛香港自由聯盟發言人韓連山及多名社運人士在Facebook發起「抗融合．拒赤化．反盲搶地 一人$100換特首 還香港人一個家 （页面存档备份，存于）」行動，由數百名港人集資於9月3日在《明報》及《都市日報》刊登「反梁」廣告，批評梁振英漠視港人利益，讓自由行陸客肆虐香港，破壞香港的文明和秩序，宣稱香港人基本生活需要不斷被剝削，已讓港人忍無可忍，表明「換特首是出路」，促請中國政府停止干涉香港內部事務；並在臺灣《自由時報》刊登「香港面對嚴重中國化，請台灣引以為鑑」廣告，宣稱港人要面對香港引入大陸新移民及旅客後的苦況，要臺灣人避免被大陸客「攻陷」。

### 毛孟靜退出公民黨
2016年11月14日，毛孟靜宣布退出公民黨，並以香港本土成員的身份為港人服務，令香港本土在立法會中佔一席位。

## 資料來源
1. ↑  .   [2015-10-06]. （原始内容存档于2020-09-01）. （页面存档备份，存于）
2. ↑  .   [2015-10-06]. （原始内容存档于2016-11-16）. （页面存档备份，存于）
3. ↑  . Now新聞. 2020-11-11  [2020-11-11]. （原始内容存档于2020-11-12）. （页面存档备份，存于）
4. ↑  .   [2021-03-17]. （原始内容存档于2021-04-13）. （页面存档备份，存于）
5. ↑  . Now新聞. 2020-11-12  [2020-11-12]. （原始内容存档于2020-11-19）. （页面存档备份，存于）
6. ↑  . 頭條日報. 2020-03-17  [2021-03-17]. （原始内容存档于2021-03-18）. （页面存档备份，存于）
7. ↑  「一人$100換特首」明日港台兩地登廣告 （页面存档备份，存于）, 蘋果日報 (香港), 2013年9月2日
8. ↑  港人抗融合拒赤化聲明 台灣登報籲以港為鑑 （页面存档备份，存于）, 主場新聞, 2013-9-3
9. ↑  「請台灣引以為鑑」　港網友登報抗議陸客、移民肆虐 （页面存档备份，存于）, ETtoday, 2013年9月3日
10. ↑  香港中國化 港人盼台灣引以為鑑 （页面存档备份，存于）, 自由時報, 2013年9月4日

## 外部連結
- 香港本土的Facebook專頁